# Traktat w Fort Laramie (1851)
Pierwszy traktat w Fort Laramie – podpisany 17 września 1851 roku między komisarzami Stanów Zjednoczonych a reprezentantami Dakotów, Szejenów, Arapahów, Wron, Szoszonów, Assiniboinów, Mandanów, Hidatsa oraz Arikara.
Rząd USA obiecywał Indianom zachowanie przez nich kontroli nad Wielkimi Równinami, które stanowiły większą część Terytorium Indiańskiego. Indianie Ameryki Północnej ze swej strony gwarantowali bezpieczeństwo osadnikom zmierzającym na zachód szlakiem oregońskim w zamian za rentę w wysokości 50 tys. dolarów wypłacaną corocznie przez 50 lat. Tubylczy Amerykanie mieli także pozwolić na budowę dróg i fortów na swoich terenach.
Później kongres USA jednostronnie (bez porozumienia z Indianami) skrócił okres wypłacania renty do 10 lat, a niektóre plemiona nigdy nie otrzymały należnych im wypłat.  Traktat spowodował nastanie względnego pokoju na kilka lat.